# 1940 في اليابان
فيما يلي قوائم الأحداث التي وقعت خلال عام 1940 في اليابان.

## أحداث
- 1 يناير – الألعاب الأولمبية الشتوية 1940
- 1 يناير – الألعاب الأولمبية الصيفية 1940

## سياسة

### تعيين في المنصب
- 16 يناير – ميتسوماسا يوناي رئيس وزراء اليابان.
- 22 يوليو – فوميمارو كونويه رئيس وزراء اليابان.

### انتهاء فترة المنصب
- 16 يناير – نوبويوكي أبه رئيس وزراء اليابان.
- 22 يوليو – ميتسوماسا يوناي رئيس وزراء اليابان.

## مواليد

### يناير
- 29 يناير – كونيميتسو تاكاهاشي

### فبراير
- 5 فبراير – كازو شيبا
- 10 فبراير – ميتسوهيرو نومورا لاعب كرة قدم ياباني.
- 11 فبراير – كينريو أريموتو
- 17 فبراير – توشيهيده ماساكاوا فيزيائي ياباني.
- 29 فبراير – يوشيو هارادا ممثل ياباني.

### مارس
- 14 مارس – ماساهيرو هامازاكي لاعبو كرة قدم يابانيون.

### مايو
- 10 مايو – دايسوكي اينو
- 15 مايو – يوشيمي كاتاياما
- 20 مايو – ساداهارو أو لاعب كرة قاعدة ياباني.
- 28 مايو – هيروشي كاتاياما لاعبو كرة قدم يابانيون.

### يونيو
- 25 يونيو – شوزو تسوجيتاني لاعبو كرة قدم يابانيون.

### يوليو
- 19 يوليو – هاناكو أميرة هيتاشي

### سبتمبر
- 11 سبتمبر – إيكو نيشيكاوا مؤدّي صوت ياباني.
- 20 سبتمبر – تارو أسو

### أكتوبر
- 31 أكتوبر – كويتشي يوشيدا سياسي ياباني.

### نوفمبر
- 6 نوفمبر – كوكي إيشي سياسي ياباني.

### ديسمبر
- 4 ديسمبر – فوميو كيوما سياسي ياباني.
- 26 ديسمبر – تروكي مياموتو لاعبو كرة قدم يابانيون.

## وفيات

### مارس
- 5 مارس – تويوجي تاكاهاشي (مواليد 1913) لاعب كرة قدم ياباني.

### أكتوبر
- 11 أكتوبر – سانتوكا تانيدا (مواليد 1882) شاعر ياباني.

### نوفمبر
- 24 نوفمبر – كينموتشي سايونجي (مواليد 1849) سياسي ياباني.